# Курт Волкер
Курт Волкер (англ. Kurt Volker) (27 грудня 1964, Пенсільванія) — американський дипломат. Постійний представник США в НАТО (2008—2009). Спеціальний представник Державного департаменту США з питань України (2017—2019).

## Життєпис
Курт Волкер народився 27 грудня 1964 року. Закінчив школу міжнародних відносин, Університет Джорджа Вашингтона.
Розпочав свою кар'єру як аналітик Центрального розвідувального управління 1986 року.
1988 року приєднався до Державного департаменту Сполучених Штатів Америки як службовець зовнішньої служби. Під час служби в закордонних справах працював правником у складі команди сенатора Джона Маккейна з 1997 до 1998 року. 1998 року він став першим секретарем місії США в НАТО, а 1999 року — заступником директора приватного кабінету Генерального секретаря НАТО Джорджа Робертсона, де працював на цій посаді до 2001 року.
Потім він став виконувачем обов'язків директора з питань європейських та євразійських справ Ради національної безпеки, тому він керував підготовкою США до саміту країн-учасниць НАТО в Стамбулі 2004 року та Празького саміту 2002 року. У липні 2005 року він став заступником помічника держсекретаря з європейських та євразійських справ, згодом був призначений постійним представником Сполучених Штатів в НАТО у липні 2008 року президентом Джорджем Бушем.
2011 року приєднався до групи компаній BGR Group, лобістської компанії та інвестиційного банку у Вашингтоні, де зараз він керує міжнародною групою компаній.
З 2011 по 2019 роки року керував Інститутом Маккейна Університету штату Аризона.
7 липня 2017 держсекретар США Рекс Тіллерсон призначив Курта Волкера спеціальним представником з питань України. Він координував зусилля Державного департаменту з урегулювання російсько-українського конфлікту.
Крім рідної англійської, володіє угорською, шведською і французькою мовами. Має доньку і сина.
Негативно відреагував на видачу Росією паспортів в ОРДЛО. «Донбас є Україною, а люди там — незалежно від мови, якій вони віддають перевагу — українці», — наголосив він. «Нещодавнє рішення Росії про видачу паспортів є надзвичайно провокаційним»
У березні 2021 року зустрівся із предстоятелем ПЦУ митрополитом Епіфанієм. 

## Цитати
|  | Донбас — це територія, яка була захоплена і окупована, а у випадку Криму, Росія також анексувала цю територію. Це просто неприйнятно. — Ви не можете просто прийти і захопити шматок чужої країни. Тому не може бути ніякого визнання, ніякої легітимності ні для російських кроків на сході України, ні в Криму. |

|  | Росія вже чотири роки підтримує конфлікт на сході України: танками, мінометами, піхотою, радіоелектронною зброєю, всім, що можна собі уявити. Тому це питання постійної ротації техніки і людей. Я не думаю, що зараз рух на російсько-українському кордоні помітно відрізняється від того, що ми бачили останні три з половиною роки. |

|  | Атакуйте військові об'єкти на території Росії! Треба зробити все, щоби Росія програла |

|  | Не ведіться на російські хитрощі |

## Сім'я
- У червні 2017 року Волкер вдруге одружився з американською журналісткою грузинського походження Ією Меурмішвілі (англ. Ia Meurmishvili), співробітницею грузинськомовної редакції американського державного медіахолдингу «Голос Америки».[16][17]
- Волкер має сина та доньку від першого шлюбу.

## Нагороди
- орден князя Ярослава Мудрого V ступеня (18 травня 2019) — за вагомий особистий внесок у підтримку та розвиток демократії в Україні, відновлення державного суверенітету і територіальної цілісності Української держави[18]